# Connaught Engineering

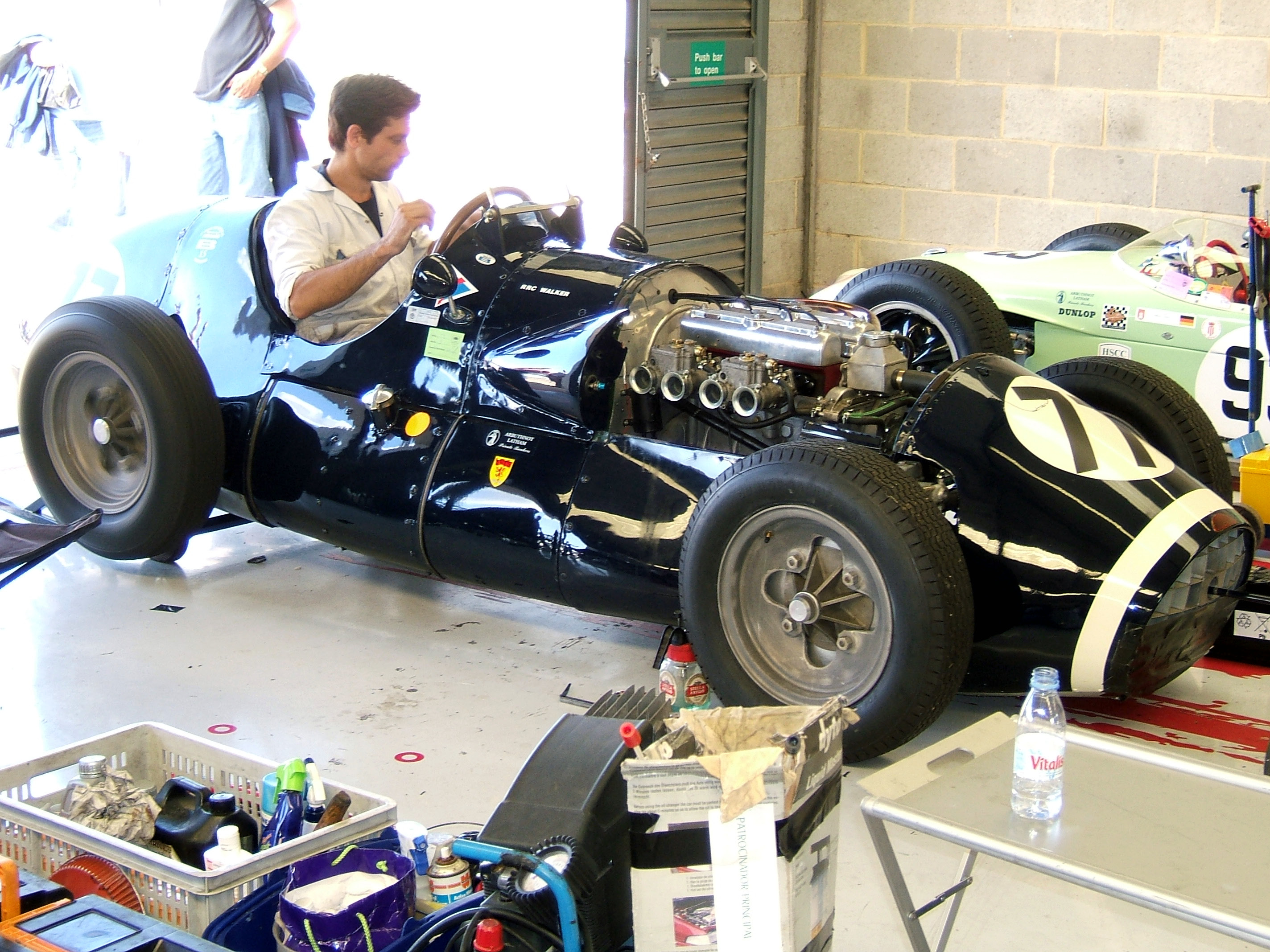
Ein Connaught Type A 2007 in Silverstone

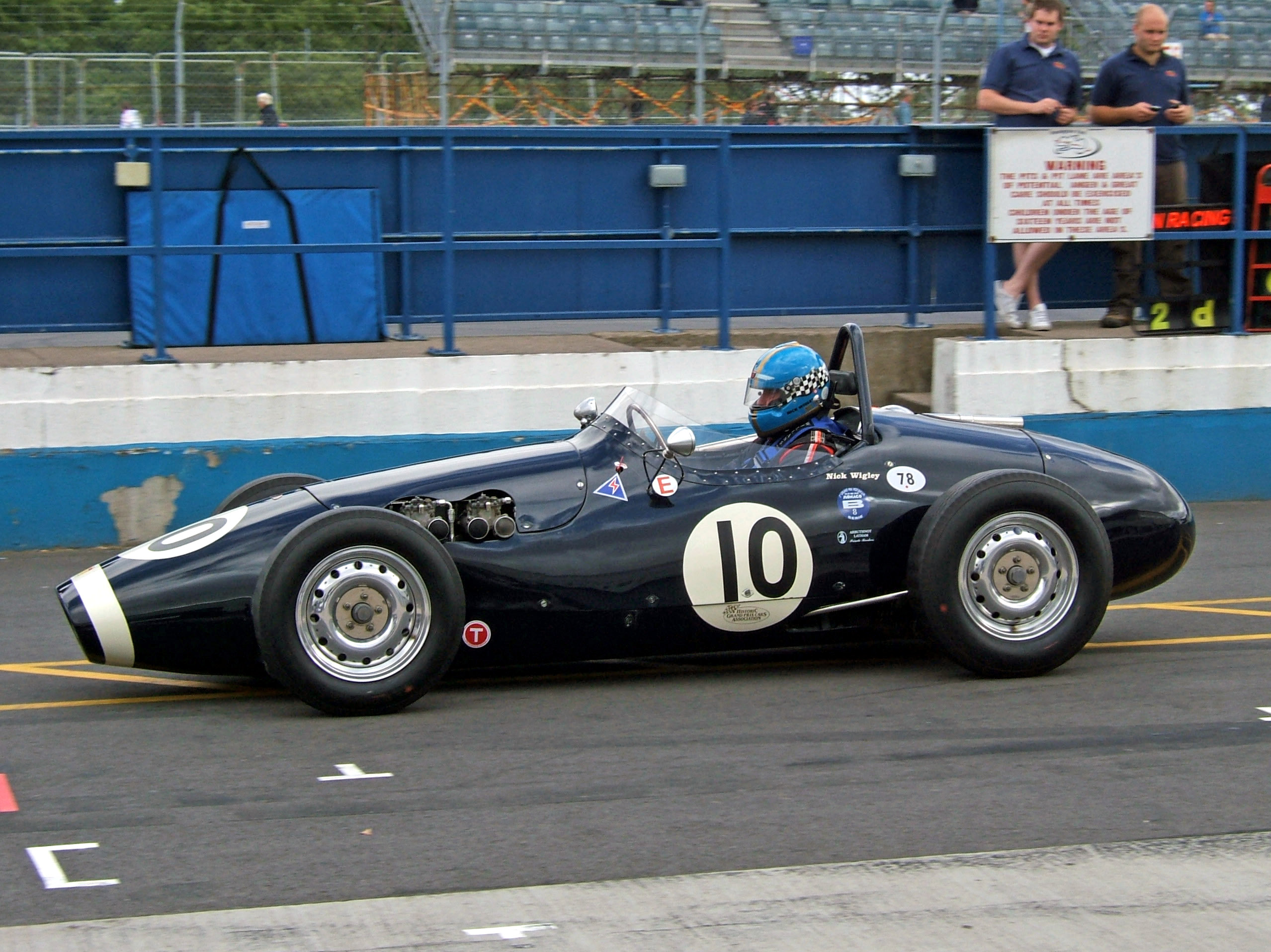
Ein Connaught Type B 2007 in Donington

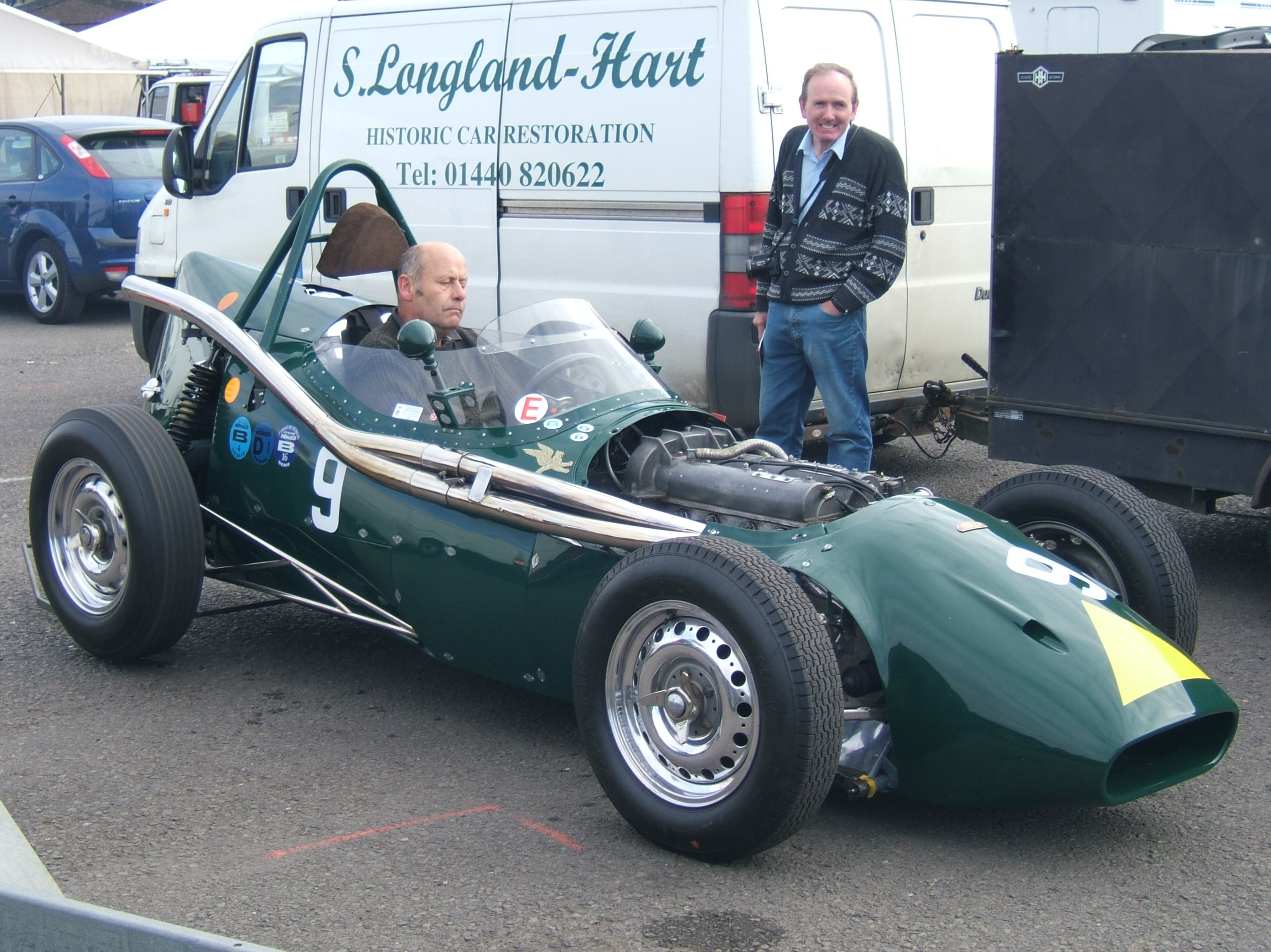
Ein Connaught Type C 2007 in Donington

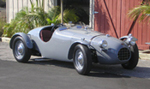
Connaught L3-SR

Connaught Engineering, bzw. Connaught Cars Ltd. war ein britischer Hersteller von Automobilen und Rennwagen, der in Send, Surrey ansässig war.

## Sportwagen
1948 begann Continental Cars mit der Herstellung von straßenzugelassenen Sportwagen für Privatfahrer. Das Fahrzeug basierte auf dem Lea-Francis 14 hp Sports, die Karosserie wurde von Rodney Clarke entworfen. Das erste Fahrzeug war Oktober 1948 fertiggestellt, zwei weitere im Frühjahr 1949. Der Roadster Connaught L2 besaß einen Vierzylinder-Reihenmotor mit 1767 cm³ Hubraum, der – ausgestattet mit zwei SU-Vergasern – 98 bhp (72 kW) bei 5.500 min−1 leistete. Auf Wunsch gab es auch eine Viervergaserversion, die bis zu 140 bhp (103 kW) lieferte. Die Radaufhängung bestand aus blattgefederten Starrachsen, der Radstand betrug 2.514 mm.
1953 wurde zusätzlich der Connaught L3 mit geänderter Vorderradaufhängung und Drehstabfederung angeboten.
1954 wurde der Bau von Straßensportwagen eingestellt.

## Rennwagen
1950 wurde ein Formel-2-Wagen gebaut, mit dem Kenneth McAlpine vorwiegend bei kleineren britischen Rennen startete. 1952 und 1953, als die Formel 1 mit dem bisherigen Formel-2-Reglement ausgetragen wurde, stieg man auch auf dem Kontinent ins Renngeschehen ein. Beim Großen Preis von Großbritannien 1952 erreichten Dennis Poore und Eric Thompson auf einem Type A die Plätze vier und fünf. Da die Saison 1953 wenig zufriedenstellend verlief, konzentrierte man sich auf den Bau eines Nachfolgermodells und eines Sportwagens, der aber wenig erfolgreich war.
Der B-Typ erschien Ende 1954, war aber zunächst zu defektanfällig, so dass sich die Erfolge erst im Verlauf der Saison 1955 einstellten: Mit seinem Sieg beim nicht zur Weltmeisterschaft zählenden Gran Premio di Siracusa im Oktober erzielte Tony Brooks überhaupt den ersten Erfolg einer britischen Marke außerhalb von Großbritannien nach 31 Jahren (Henry Segrave auf Sunbeam beim Gran Premio de San Sebastián 1924). In der darauffolgenden Saison wurde Ron Flockhart Dritter im Großen Preis von Italien 1956 und Jack Fairman erreichte im gleichen Jahr einen vierten und einen fünften Platz.
1957 war ähnlich erfolgreich, Stuart Lewis-Evans wurde Vierter in Monaco und bei einem nicht zur WM zählenden Rennen in Goodwood konnte er sogar einen Sieg für das Team feiern.
Zu diesem Zeitpunkt ging dem Team allerdings das Geld aus, die Firma und der eben fertiggestellte C-Typ wurden verkauft. Der Brite Bernie Ecclestone übernahm das Team, managte es und versuchte sich auch als Fahrer. Ecclestone gelang es jedoch nicht, sich für den Großen Preis von Monaco zu qualifizieren. Den letzten Start hatten die Wagen beim Großen Preis der USA 1959.